# 치틀루크

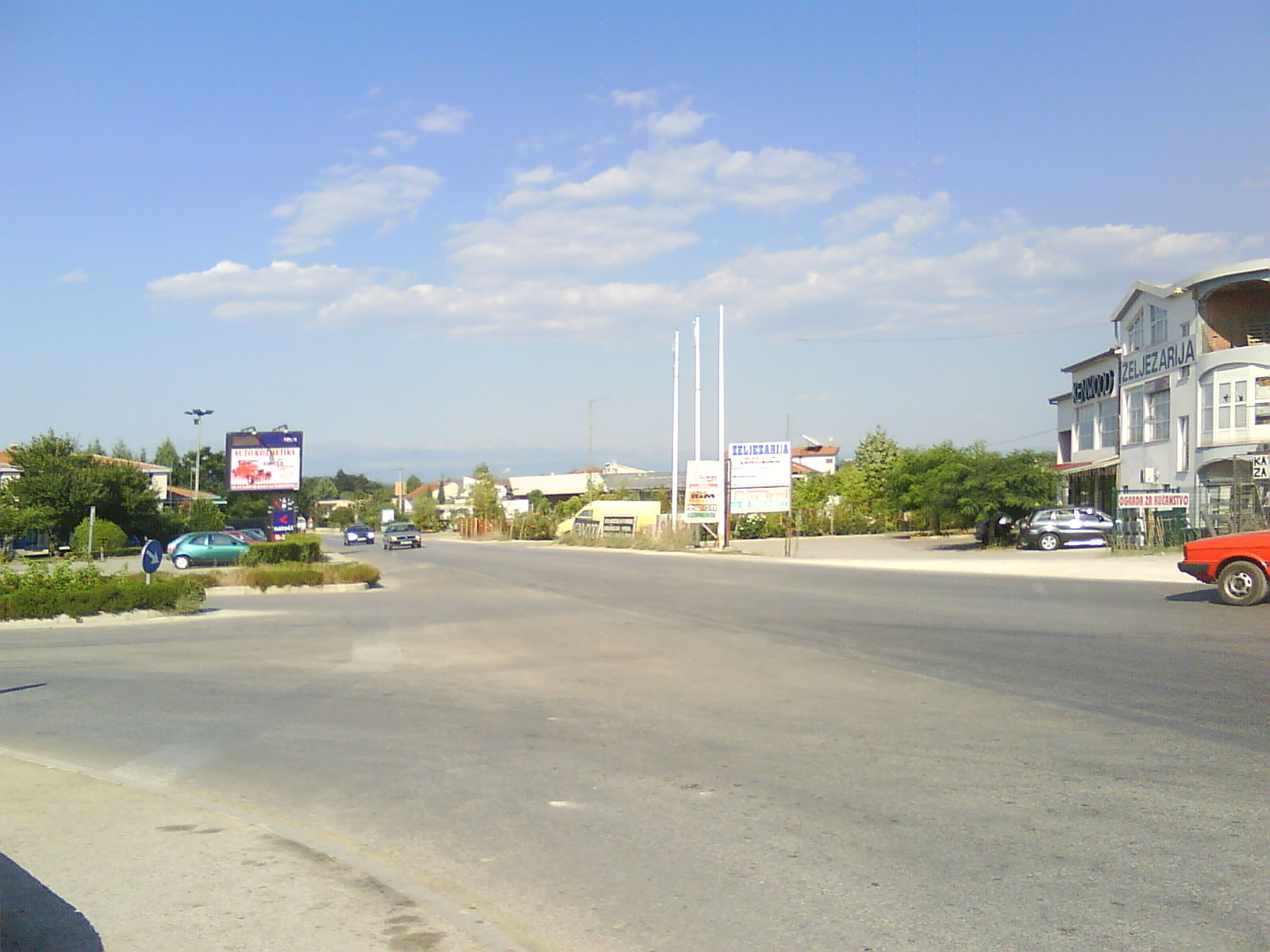
치틀루크

치틀루크(보스니아어: Čitluk, 크로아티아어: Čitluk, 세르비아어: Читлук, Čitluk)는 보스니아 헤르체고비나의 도시로 면적은 181km2, 인구는 18,552명(2013년 기준), 인구 밀도는 102.5명/km2이다. 행정 구역상으로는 보스니아 헤르체고비나 연방에 속하는 주인 헤르체고비나네레트바 주에 위치한다. 이 곳에 속해 있는 마을로는 메주고레(Međugorje)가 있다.